# Ocupație
Ocupația este activitatea utilă, aducătoare de venit (în bani sau natură), pe care o desfășoară o persoană în mod obișnuit, într-o unitate economico-socială și care constituie pentru aceasta sursă de existență. Ocupația este proprie persoanelor active, care practică o activitate recunoscută de societate ca utilă pentru sine și semenii săi.
Ocupația unei persoane poate fi exprimată prin: funcția sau meseria exercitată de aceasta:
- Funcția este activitatea desfășurată de o persoană într-o ierarhie funcțională de conducere sau execuție.
- Meseria este complexul de cunoștinte obținute prin școlarizare și prin practică, necesare pentru executarea anumitor operații de transformare și prelucrare a obiectelor muncii, sau pentru prestarea anumitor servicii.

## Ocupația și profesia
Ocupația este specialitatea (calificarea) exercitată efectiv la locul de muncă, în timp ce profesia este specialitatea (calificarea) obținută prin studii.

## Clasificarea ocupațiilor pe plan internațional
Sub egida ONU a fost elaborat "Standardul Internațional de Clasificare a Ocupațiilor" (International Standard Classification of Occupations) pe scurt ISCO-88, cu două obiective importante:
1. Să ușureze comunicarea internațională privind tipul de muncă prestată de diferite persoane în diferite meserii, atât ca ocupații personale cât și pentru uz statistic, stabilirea retribuției etc.
2. Să servească ca model pentru elaborarea de standarde naționale de clasificare a ocupațiilor.

## Clasificarea ocupațiilor pe plan european
La nivelul Uniunii Europene a fost adoptată o variantă a ISCO-88 denumită "ISCO88 (COM)", foarte asemenătoare variantei internaționale. Unele țări, ca Marea Britanie, Irlanda, Franța și Germania au adoptat standarde de clasificare a ocupațiilor mai amănunțite, care pot fi raportate la standardul ISCO prin intermediul unor "tabele de conversie", pentru a permite înregistrarea statistică unitară.

## Clasificarea ocupațiilor din România
În România, clasificarea ocupațiilor a fost stabilită prin documentul intitulat "Clasificarea ocupațiilor din România" (COR ISCO 08) și cuprinde 9 grupe majore, reactualizat în 2011 (ISCO-88) prin Ordinul comun nr. 1.832/856/2011 din 6 iulie 2011 privind aprobarea Clasificării ocupatiilor din Romania – nivel de ocupatie (sase caractere), conform Clasificării internaționale standard a ocupațiilor – ISCO 08:
- Grupa majoră 1: Membri ai corpului legislativ ai executivului, înalți conducători ai administrației publice, conducători și funcționari superiori din unitățile economico-sociale și politice.
- Grupa majoră 2: Specialiști cu ocupații intelectuale și științifice.
- Grupa majoră 3: Tehnicieni, maiștri și asimilați.
- Grupa majoră 4: Funcționari administrativi.
- Grupa majoră 5: Lucrători operativi în servicii, comerț și asimilați.
- Grupa majoră 6: Agricultori și lucrători calificați în agricultură, silvicultură și pescuit.
- Grupa majoră 7: Meșteșugari și lucrători calificați în meserii de tip artizanal, de reglare și întreținere a mașinilor și instalațiilor.
- Grupa majoră 8: Operatori la instalații și mașini și asamblori de mașini, echipamente și alte produse.
- Grupa majoră 9: Muncitori necalificați.

Pentru a putea fi inclusă în una din grupele majore 3, 4, 5, 6, 7 și 8, o persoană trebuie să obțină o calificare corespunzătoare ocupației. Calificările recunoscute sunt cuprinse în Anexa la Ordinul comun nr. 1.832/856/2011 din 6 iulie 2011.

## Legături externe
- Clasificarea ocupațiilor din Romania. Coduri COR, coduri-cor.com
- Cod Cor